# شركة تضامنية محدودة
شركة تضامنية محدودة في الاقتصاد وفي القانون (بالإنجليزية:limited partnership) هي نوع من الشركة التضامنية، غير أنه بالإضافة إلى شريك أو شريكين أساسيين general partners، يشارك معهم شريك أو أكثر يسمى «شريك محدود» limited partners. وهي نوع من الشركات التي يلزمها شخص واحد لأن يكون الشريك الرئيسي.
ويشترك الشركاء الأساسيون general partners في جميع المسؤليات القانونية للشركة، أي يختصون بالإدارة ويتقاسمون الملكية، ويتحمل الشركاء الأساسيون مسؤولية أكبر في حالة تعرض الشركة للإفلاس الديون التي على الشركة.
ويختص الشركاء الأساسيون بتمثيل الشركة، وعقد العقود مع أطراف ثالثة.
وأما الشريك المحدود، ويسمى أحيانا شريك خاص، فهو يتلقي حصة محدودة من الأرباح، ولا تكون له عادة حق إبرام العقود مع طرف ثالث، إلا إذا نُص علي ذلك في عقد الشركة.
وتكون مسؤولية الشريك المحدود محدودة، بمعنى أنه مسؤول فقط عن ديون الشركة بقدر نصيبه في الشركة ولا تكون له مسؤولية في إدارة الشركة. ويحصل الشريك المحدود من أرباح الشركة على جزء محدود من الأرباح ينص عليه في عقد الشركة.
إلى شركاتٍ مساهمةٍ عامةٍ وشركات مساهمة خاصة ولا يُسأل الشريك في شركة المساهمة إلا بقدر حصته في رأس المال.